# Kosmaj
Kosmaj je planina u Srbiji, u okolini Sopota i Mladenovca. Poslije Avale (506 m) je najniža planina u Šumadiji sa svojih 626 m nadmorske visine. Na njemu se ističu tri vrha: Mali, Goli i Rutavi. Glavni greben Kosmaja je u obliku polumjeseca i pruža se u pravcu jugozapad-sjeveroistok. Iako je Kosmaj niska planina, ipak svojim izgledom u vidu otoka dominira ovim dijelom niske Šumadije, iznad valovitog neogenog pobrđa, raščlanjenog blagim riječnim dolinama.
Naziv Kosmaj nastao je od keltske riječi cos (šuma) i predindoeuropske riječi maj (planina). Međutim, Rimljani su Kosmaj prilagodili mitologiji jer je dobio značenje casa Maiac – stanište boginje Maje. U rimskoj epohi, Kosmaj je bio značajno rudarsko središte. Smatra se da se ruda željeza iskopavala na Kosmaju i prije dolaska Rimljana.
Čitav pejzaž je pod vegetacijom. Naime, strmije strane obrasle su šumom (pretežno bukovom i hrastovom, a mjestimično i četinarskom). Blage padine su pod travnatom vegetacijom, a podnožje pod voćnjacima i njivama, dok su zaravni pretežno s proplancima.
Na Kosmaju ima i razne divljači od značaja za lovni turizam (zečevi, srne, fazani, jarebice, lisice i prepelice, a nekada davno i vukovi).